# Seznam madžarskih kardinalov
Seznam madžarskih kardinalov.

## A
- Bálint Alsáni (1384-1408)

## B
- Tamás Bakócz (1500-1521)
- István Báncsa (1251-1270)
- András Báthory (1562 ali 1566-1599) (Andrzej Bathóry)
- József Batthyány (1778-1799)
- Johann von Bucka ? (1426/29-30)

## C
- Imre Csáky (1717-1732)
- János Csernoch (1914-1927)

## D
- Dömötör (1378-1387)
- Juraj Drašković (1585-1587)

## E
- Péter Erdő (2003-)

## F
- Ferenc Forgách (1607-1615)

## H
- Juraj Haulík Váralyai  (1856-1869)
- Lajos Haynald (1879-1891)
- Franziskus (Ferenc) Herzan von Harras (?1779-1804)
- Károly Hornig (1912-1917)

## K
- Leopold Kolonič/Leopold Karl von Kollonitsch (1686-1707)

## L
- László Lékai (1976-1986)

## M
- Josip Mihalovič/József Mihalovics (1877-1891)
- József Mindszenty (1946-1975)

## N
- László Német (2024-) (Srbija)

## P
- László Pacifik Paskai (1988-2015)
- Péter Pázmány (1629-1637)

## R
- Sándor Rudnay (Alexander Rudnay Divékújfalusi) (1826-1831)

## S
- József Samassa (1905)
- Jusztinián György Serédi (1927-1945)
- János Simor (1873-1891)
- Lörinc Schlauch (1893-1902)
- János Scitovszky  (1853-1866)
- Kristjan Avgust Saški (1706-1725)
- Dénes Szécsi (1439-1465)

## U
- Juraj Utješinović (1551-1551)

## V
- Demeter (Dömötör) Vaskúti
- Kolos Ferenc Vaszary (1893-1915)
- János Vitéz (1471-1472)
- Anton Vrančić / Antal Verancsics (1573) [1]